# Paepalanthus albovaginatus
Paepalanthus albovaginatus är en gräsväxtart som beskrevs av Silveira. Paepalanthus albovaginatus ingår i släktet Paepalanthus och familjen Eriocaulaceae. Inga underarter finns listade i Catalogue of Life.